# Zayd ibn Amr
Zayd ibn Amr (en arabe : زيد ابن عمرو, Zayd ibn ʿĀmr), mort en 606 à La Mecque, est un ascète et ermite arabe de l'époque préislamique.
Zayd appartenait aux Banou-Adi, branche de la tribu de Coreïch, qui dirigeait La Mecque. Il est mentionné par l'historien arabo-musulman Ibn Ishaq comme un des quatre hanifs (monothéistes) de La Mecque, avec Waraqa ibn Nawfal, Othmân ibn Houveyrith et Obayd-Allah ibn Djahsh, qui précédèrent les premières prêches de Mahomet. Si ces derniers devinrent tous chrétiens, Zayd resta un hanif, ce qui provoqua son exil de La Mecque, et il vécut dans les montagnes voisines, s'infiltrant dans la ville pour fustiger les croyances mecquoises. Il aurait reçu une annonce de la venue de Mahomet, qu'il rencontra selon des hadiths de l'imam Boukhari, et le fit se détourner des idoles. Zayd est assassiné en 606 sur le chemin de La Mecque.

## Identité
Son ism (prénom) est Zayd, son konya (surnom) est inconnu. Son nasab (filiation) est Zayd ibn Amr ibn Nofeïl ibn Abd-el-Uzza ibn Riyah ibn Abd-Allah ibn Kort ibn Razah ibn Adi ibn Kaab. Son nisba (origine) est el-Adawi, et son lakab (nom honorifique) d’el-Coreïchi indique qu'il est de la tribu de Coreïch.

## Biographie traditionnelle

### Vie familiale
Amr, à la mort de son père Nofeïl, aurait épousé sa belle-mère Hayda bint Khalid (ou Hanna bint Djabir selon des sources), suivant les coutumes de la Jâhilîya. Khattab ibn Nofeïl est son demi-frère par Hayda, et son fils, le calife Omar Ier, son neveu ; ils sont donc oncle et cousin de Zayd.
Il épouse d'abord Fatima bint Baaja, mère de Saïd, un des dix compagnons promis au paradis, puis Safiya bint Hadrami, dite Oumm-Korz, mère d'Atika, qui épousera son cousin Omar ibn Khattab.
Durant une bataille, Zayd était le général de son clan, les Banou-Adi.

### Conversion au monothéisme
Zayd participait au sacrifice annuel à l'idole Uzza, mais à un moment donné, il considère que cette pratique est détestable. Il se met d'accord sur cela avec Waraqa ibn Nawfal, Othmân ibn Houveyrith et Obayd-Allah ibn Djahsh, et ils abandonnent le paganisme pour le monothéisme. Ils partent en voyage pour « trouver la vérité » : Waraqa (mort en 619) et Othmân (m. av. 610) se convertissent au christianisme et meurent chrétiens ; Obayd-Allah (m. 627) devient chrétien, puis musulman, et enfin meurt chrétien durant la migration en Abyssinie,.
Safiyya demandera à Khattab d'intervenir pour que Zayd ne retourne pas à la rencontre d'autres religions. Cela obligera son mari à s'exiler dans les montagnes avoisinantes, Khattab interdisant même l'accès à La Mecque à quiconque le visiterait. Bien que Zayd rencontra des juifs et des chrétiens d'Arabie ou du Machrek, il ne devint ni juif ni chrétien, considérant qu'il s'agissait de mensonges. Selon les hadiths, face à son refus, les rabbins et les prêtres lui dirent de se tourner l'hanifisme, qu'ils disaient être la religion du patriarche Abraham.
Lorsqu'il réussissait à entrer discrètement à La Mecque, Zayd interpellait les gens devant la Kaaba et proclamait qu'il était le seul à suivre la voie d'Abraham. Les hadiths racontent qu'il combattait l'infanticide des filles, élevant les jeunes filles qu'il rendait plusieurs années après si leurs parents voulaient finalement d'elles,,.

### Annonce et rencontre avec Mahomet
Un hadith de l'imam Boukhari (m. 870) narre une rencontre entre Zayd et Mahomet, plusieurs années avant sa prédication. Mahomet dit avoir servi à Zayd une viande sacrifiée aux idoles, mais celui-ci la refuse car c'est aux noms de divinités païennes, et non au nom de Dieu (Allah), que la bête fut abattue. Cela fit réfléchir Mahomet, qui se détourna des idoles et arrêta de manger de la viande sacrifiée à elles. Cette anecdote donna lieu à une importante apologie par les oulémas postérieurs car elle suggérait que Mahomet participait aux cultes païens avant sa « révélation » en 610, contrevenant au dogme de l’infaillibilité prophétique (isma) qui commençait à se développer.
Selon Tabari (m. 923), d'après un hadith d'Amir ibn Rabiah, Zayd aurait dit qu'il attend un descendant d'Ismaël par Abd-al-Muttalib. Nommé Ahmad, il sera un prophète méprisé par sa tribu, qu'il entrera victorieux à Jathreb et connaîtra la gloire. Sachant qu'il va mourir avant sa mission, Zayd demande à ce qu'on salue ce prophète de sa part. Amir aurait exécuté le vœu de Zayd, ce à quoi Mahomet (très ému) aurait répondu qu'il avait eu la vision du hanif au Paradis. Cette attente aurait été communiquée par un prêtre du Machrek, qui aurait dit à Zayd que sa religion était l'hanifisme et qu'il devait attendre la venue prochaine d'un prophète dans le Hedjaz,.

### Mort
Zayd meurt en 606 à La Mecque : alors qu'il traversait les terres de la tribu de Lahm, il est assassiné. D'autres sources le font mourir à Damas, alors qu'il s'en retournait d'un voyage.